# Курентзис, Теодор
Теодо́р Куре́нтзис (греч. Θεόδωρος Κουρεντζής — Тео́дорос Курентзи́с; род. 24 февраля 1972[…], Афины) — греческий и российский дирижёр, музыкант, актёр, поэт.
Создатель и художественный руководитель оркестра и хора musicAeterna и Utopia, музыкальный руководитель и главный дирижёр Новосибирского театра оперы и балета (2004—2011), художественный руководитель Пермского театра оперы и балета имени П. И. Чайковского (2011—2019), главный дирижёр Симфонического оркестра Юго-Западного радио Германии (с 2018 года), художественный руководитель Дягилевского фестиваля (с 2012 года).

## Биография
Родился в Афинах в музыкальной семье. Мать — пианистка, брат Вангелино — композитор и пианист. С четырёх лет обучался игре на фортепиано, а с восьми — на скрипке. Изучал камерную музыку и дирижирование у профессора Георгия Хаджиникоса, учился вокалу у Диона Ариваса и Костаса Паскалиаса . В 1990 году основал камерный оркестр в Афинах.
В 1994 году переехал в Россию, в Санкт-Петербург, чтобы учиться дирижированию в Петербургской консерватории у дирижёра Ильи Мусина.
В 2004—2010 годах — главный дирижёр Новосибирского театра оперы и балета, где основал оркестр и хор musicAeterna. В 2011—2019 годах был художественным руководителем Театра оперы и балета в Перми, куда перевёз musicAeterna. По мнению программного директора этого театра Дмитрия Ренанского, благодаря работе Курентзиса в годы пермской культурной революции за Пермью закрепился статус третьей музыкальной столицы России. В 2019 году сделал musicAeterna независимым коллективом и перевёз его в Санкт-Петербург, разместив в Доме Радио.
В 2018 году создал хор musicAeterna byzantina, специализирующийся на исполнении византийской музыки.
С начала сезона 2018—2019 стал главным дирижёром Оркестра Юго-Западного радио Германии.
Сотрудничал с оркестрами «Виртуозы Москвы», БСО, РНО, ГАСО, «Новая Россия». Принимал участие в концертных программах Оркестра Санкт-Петербургской филармонии, Санкт-Петербургского симфонического оркестра, Оркестра Мариинского театра. Сотрудничает с европейскими оркестрами: Берлинский филармонический оркестр, Венский симфонический оркестр, Венский филармонический оркестр, Фрайбургский барочный оркестр, камерный оркестр Camerata Salzburg, Mahler Chamber Orchestra.
Регулярно участвует в международных фестивалях, таких как: Зальцбургский фестиваль (Австрия), Люцернский фестиваль (Швейцария), RUHRtriennale (Германия), Экс-ан-Прованский оперный фестиваль (Франция), Klara Festival (Бельгия).
Один из создателей международного фестиваля-школы современного искусства «Территория», основанного в 2006 году. С 2012 года — художественный руководитель Международного Дягилевского фестиваля, который проводится в Перми, городе, где прошло детство импресарио Сергея Дягилева.
В 2014 году подписал эксклюзивный контракт с одним из лейблов «большой тройки» музыкальной индустрии — Sony Classical. В 2024 году в сотрудничестве с Outhere Music создал собственный лейбл Theta.
В 2014 году принял гражданство России.
В 2022 году основал международный оркестр Utopia Orchestra, в который вошли солисты и концертмейстеры из 28 стран мира.

## Творчество

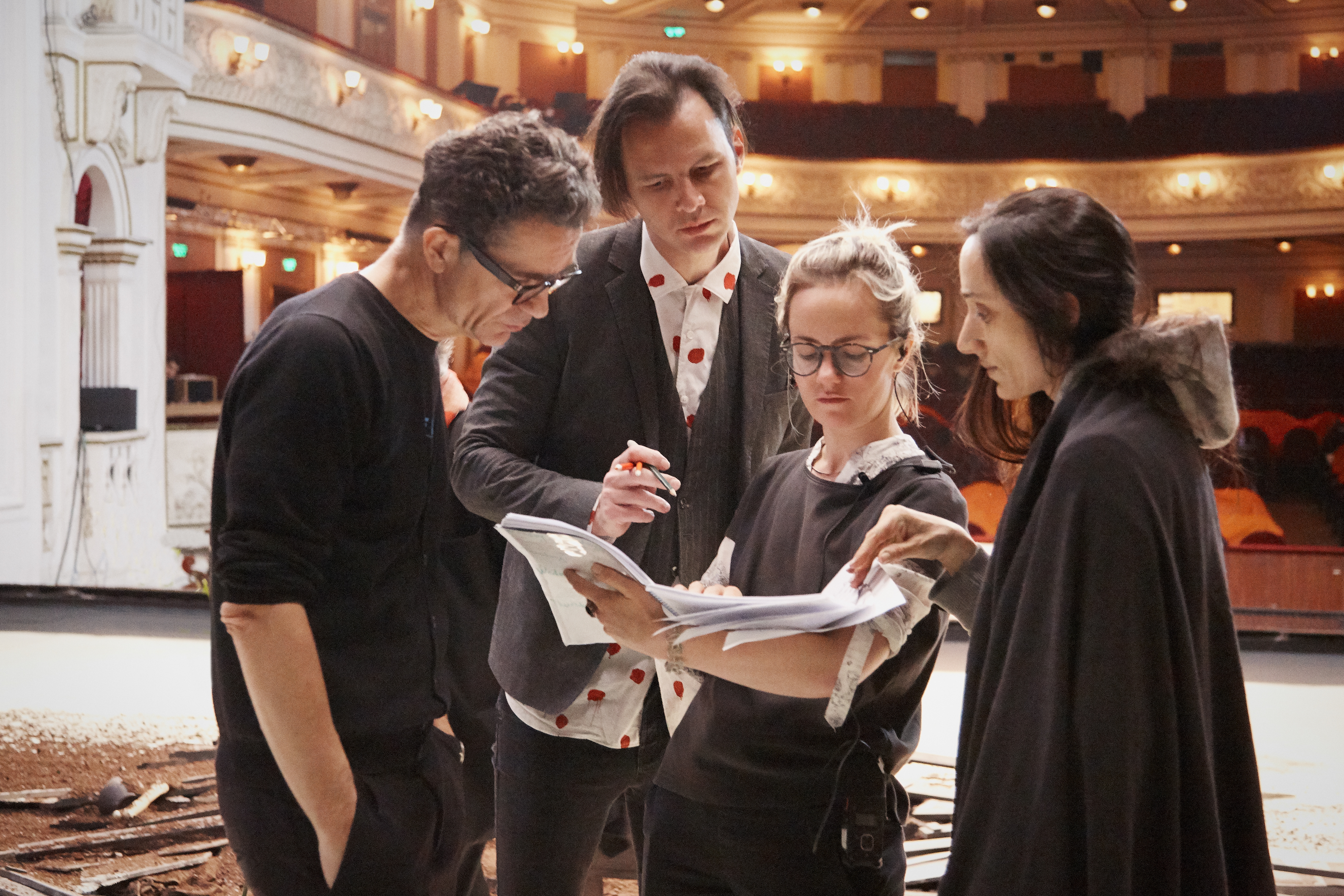
Курентзис, Ромео Кастеллуччи и Одри Бонне на репетиции оперы «Жанна на костре». 2018

Курентзиса называют неординарным дирижёром, способным даже самый известный музыкальный материал интерпретировать по-новому. «Не ожидайте ничего похожего на то, что вы слышали», — так анонсировала The Times концерт Курентзиса с musicAeterna летом 2018 года.

Курентзис одним из первым в России начал внедрять в современный, не специализирующийся на музыке барокко и не позиционирующийся себя как «барочный» оркестр принципы исторически информированного исполнительства — направления в исполнительском искусстве, стремящегося точно воссоздать звучание музыки прошлого за счет игры именно на тех инструментах, для которых она была написана (например, на смычковых с жильными струнами) в соответствии с принятой в ту или иную эпоху эстетикой и правилами игры. 
«Аутентистский подход, требующий особой и супервысокой профессионализации (в консерваториях ему практически не учат), у Курентзиса каким-то чудом сразу начал давать необычный эффект: любая музыка любых эпох стала казаться остросовременной, а современная приобретала вневременные качества»
Курентзис обновил традиционный для российского музыкального театра репертуар. С musicAeterna он работает над средневековой духовной музыкой, барочными операми, экспериментальными сочинениями современных авангардных авторов, в том числе и написанными по его заказу, как, например, хоровая опера «Tristia» Филиппа Эрсана (2016), опера «Cantos» Алексея Сюмака (2016), скрипичный концерт Сергея Невского (2015), опера «Носферату» Курляндского (2014).
Как постановщик Курентзис сотрудничает с ведущими мастерами западной сцены: Робертом Уилсоном, Ромео Кастеллуччи, Питером Селларсом, Теодороcoм Терзопулосом. Совместно с Селларсом он создал диптих «Иоланта»/«Персефона», представленный в 2012 в Королевском театре Мадрида, и оперу Перселла «Королева индейцев» (2013), вышедшую на DVD на лейбле Sony Classical и получившую премию ECHO Klassik award. В 2017 году совместная постановка Курентзиса и Селларса открыла оперную программу Зальцбургского фестиваля: коллектив из России выступил в такой роли впервые. С тех пор musicAeterna стал постоянным участником фестиваля: в 2018 году был исполнен полный цикл симфоний Бетховена, а в 2019 году — «Идоменей» (совместно с Селларсом и Фрайбургским барочным оркестром). Совместно с Уилсоном Курентзис поставил в 2016 году «Травиата». Постановка была признана главным событием театрального сезона 2016/2017 в России, получив три награды Национальной премии «Золотая маска». Премьера драматической оратории «Жанна на костре», поставленной Курентзисом и Кастеллуччи, состоялась в 2018 году, став обладателем двух «Золотых масок».
Среди других ключевых постановок в карьере Курентзиса — «Пассажирка» Вайнберга с Венским симфоническим оркестром в Брегенце (2010), «Леди Макбет Мценского уезда» (2012), «Макбет» Верди (2016) в Цюрихе и «Золото Рейна» Вагнера (2015, Бохум).

## Избранные оперные постановки

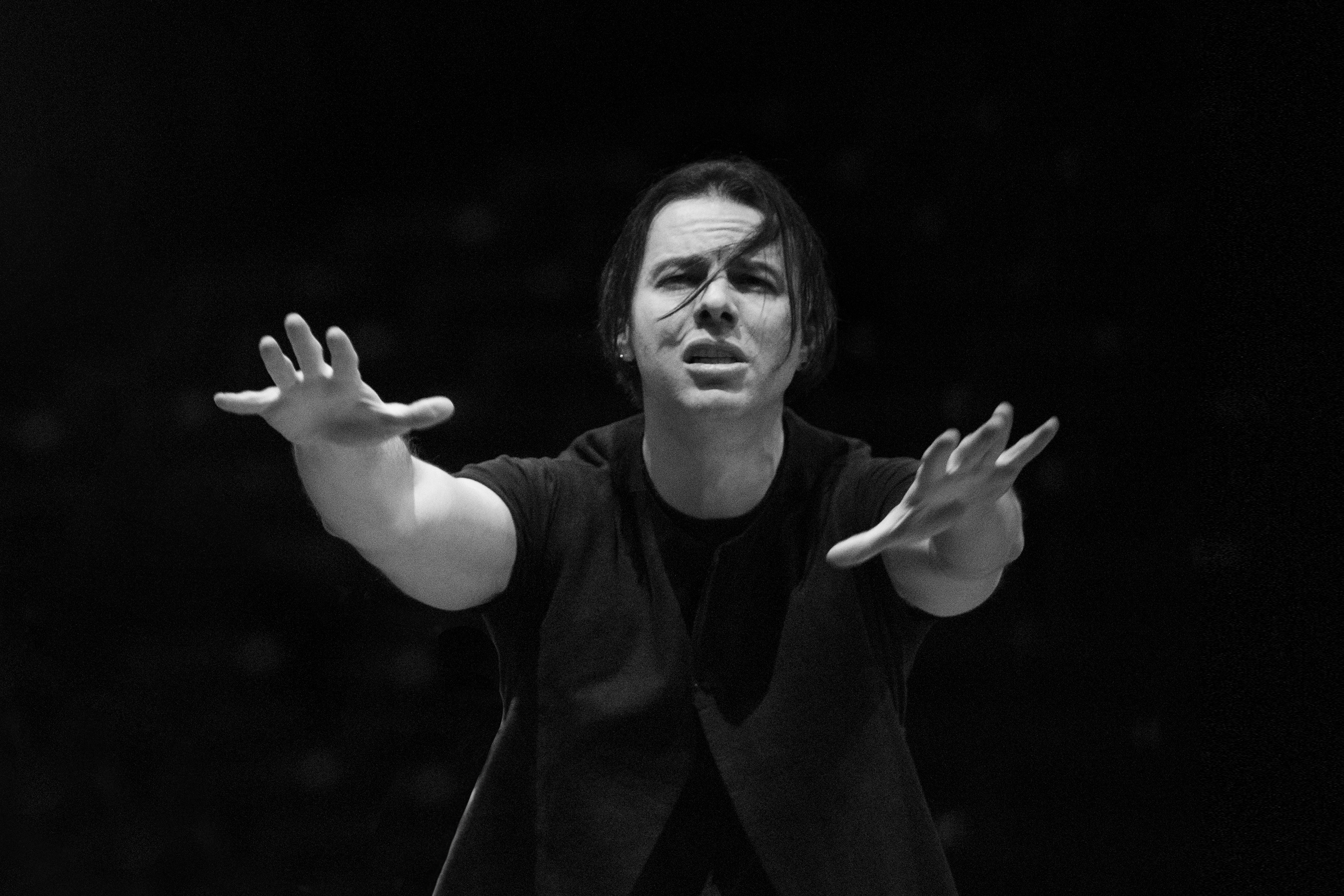
Курентзис. 2015

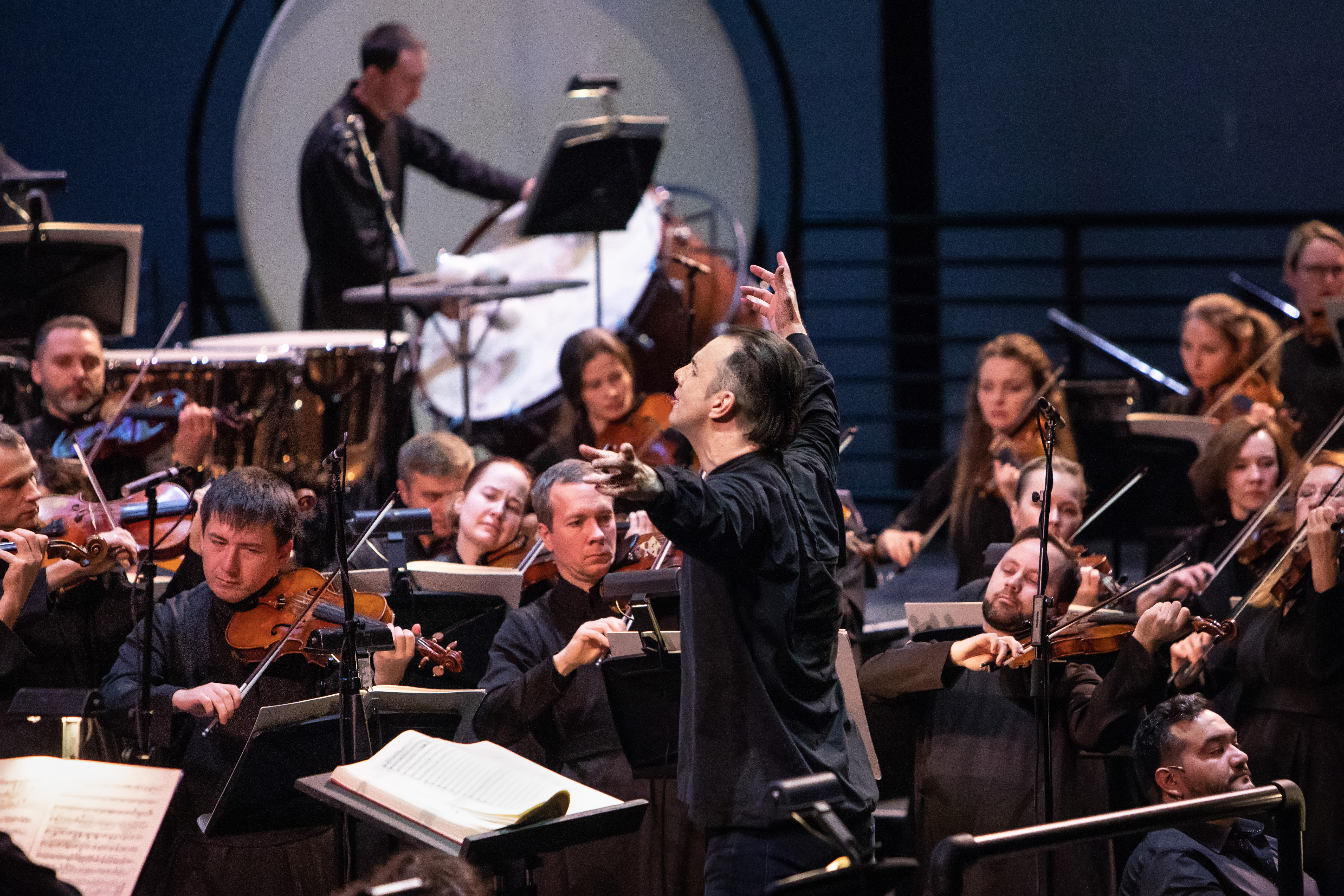
Курентзис и оркестр musicAetrena

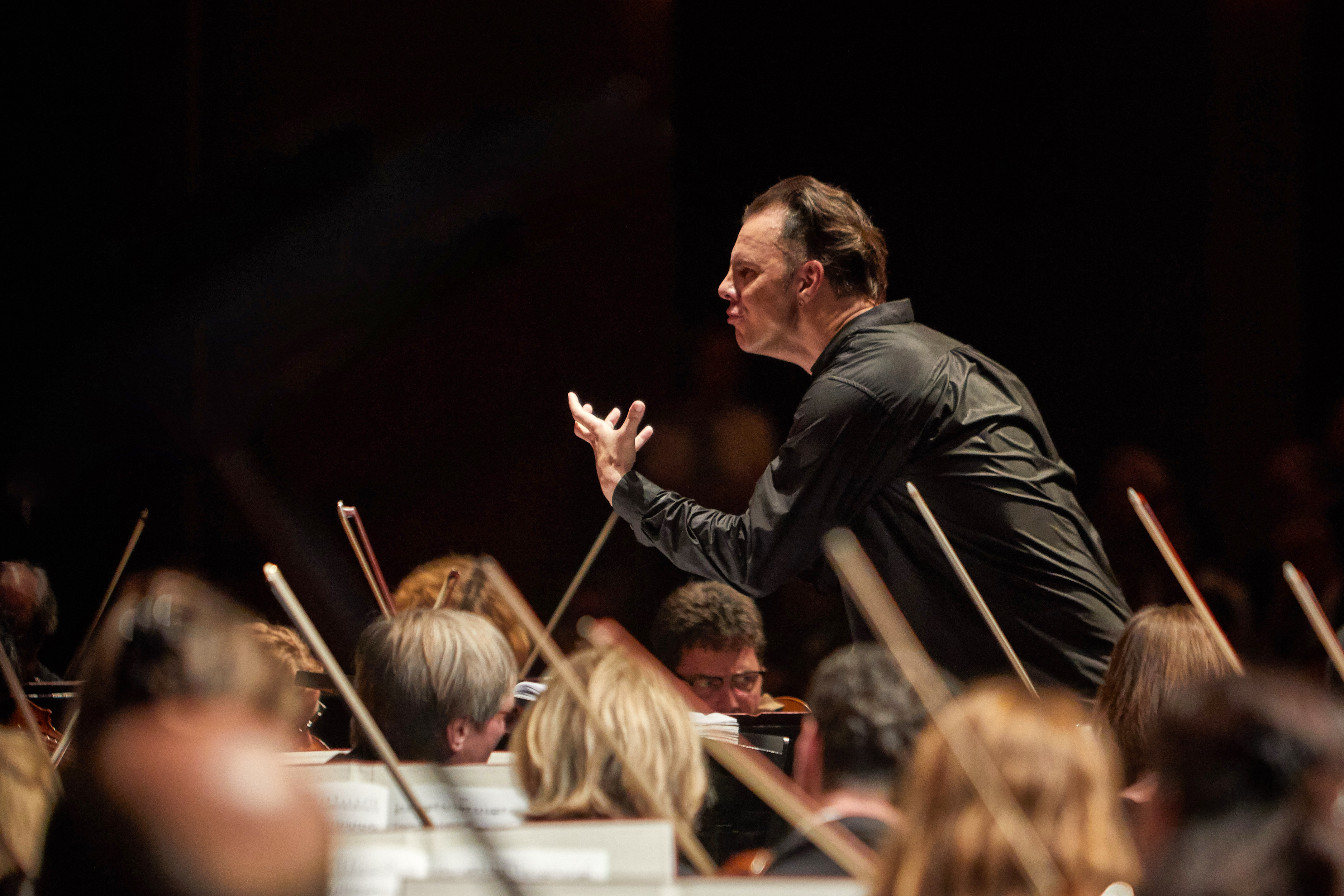
Кутентзис и оркестр SWR

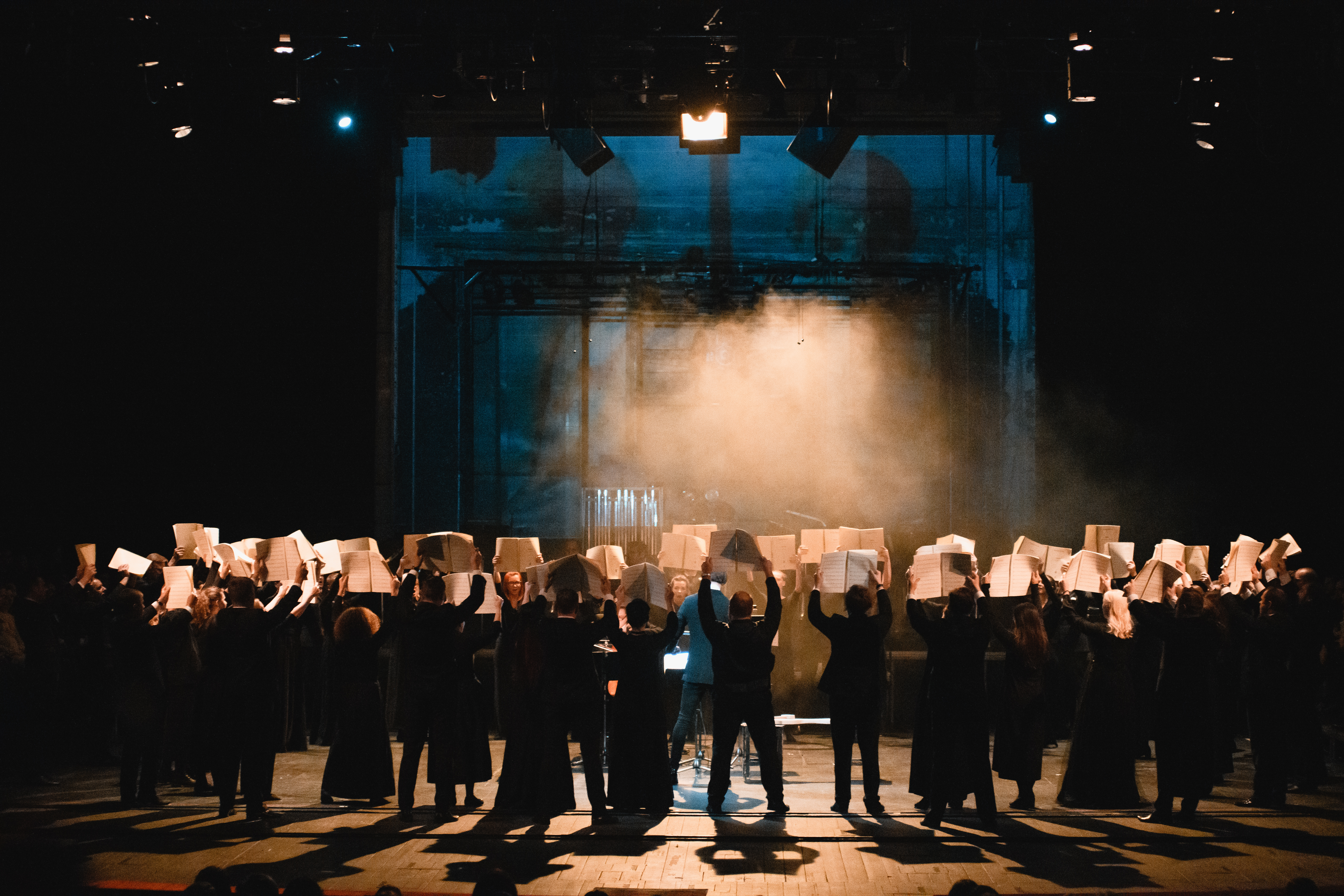
Кутентзис и хор musicAetrena исполняют хоровую оперу Филиппа Эрсана Tristia

### Избранные оперные постановки
- 2004 — дирижёр-постановщик оперы Верди «Аида» в Новосибирском театре оперы и балета (режиссёр Д. Черняков)[19]. Спектакль удостоен премии «Золотая маска».
- 2005—2006 — дирижёр-постановщик спектаклей НГАТОиБ «Свадьба Фигаро» (режиссёр-постановщик — Т. Гюрбача) и «Леди Макбет Мценского уезда» (режиссёр-постановщик — Г. Барановский).
- 2007 — дирижёр-постановщик балета «Золушка» Сергея Прокофьева в Новосибирском театре оперы и балета. Первая «Золотая маска» «за яркое воплощение партитуры С. С. Прокофьева»[20].
- 2008 — дирижёр-постановщик оперы Верди «Дон Карлос» в Парижской национальной опере[21].
- 2009 — музыкальный руководитель и дирижёр постановки оперы Верди «Макбет» (режиссёр — Дмитрий Черняков) — первой совместной постановки Новосибирского театра оперы и балета с Парижской национальной оперой. Премьера в Париже — в апреле 2009 года[22].
- 2009—2010 постоянный приглашенный дирижёр Большого театра, где под его руководством состоялись премьеры опер Берга «Воццек»[23] и Моцарта «Дон Жуан»[24] (режиссёр Дмитрий Чернякова).
- 2010 — дирижёр-постановщик мировой премьеры оперы Мечислава Вайнберга «Пассажирка» с Венским симфоническим оркестром на Брегенцком фестивале (Австрия) (режиссёр Дэвид Паунтни)[25].
- 2011 — дирижёр-постановщик оперы Моцарта Cosi fan tutte на фестивале в Баден-Бадене[26] (режиссёр Филипп Химмельман), где он дебютировал годом ранее с оперой Бизе «Кармен».
- май 2012 — проходит первый международный Дягилевский фестиваль под руководством Курентзиса, где представлены мировая премьера партитуры «Геревень» Владимира Николаева и российская премьера оперы Medeamaterial Паскаля Дюсапена[27].
- 2012 — дирижёр-постановщик опер «Иоланта» и «Персефона» в мадридском Teatro Real[28] — первая совместная работа с режиссёром Питером Селларсом.
- 2015 — дирижёр-постановщик оперы Вагнера «Золото Рейна» на RUHRtriennale (Германия)[29] (режиссёр Йохан Симонс).
- 2016 — дирижёр-постановщик оперы Верди «Травиата» (режиссёр Роберт Уилсон)[30], созданной в копродукции Пермским театром оперы и балета, Unlimited Performing Arts (Дания), Landestheater Linz (Австрия) и Les Théâtres de la Ville de Luxembourg (Люксембург).
- 2016 — дирижёр-постановщик хоровой оперы Филиппа Эрсана Tristia на стихи заключенных разных стран, написанной по заказу Курентзиса. Мировая премьера состоялась на Дягилевском фестивале.
- 2016 — дирижёр-постановщик оперы Cantos Алексея Сюмака, написанной по заказу Курентзиса[31]. Мировая премьера состоялась в Пермском театре оперы и балета.
- август 2017 — дебют на Зальцбургском фестивале. Курентзис и musicAeterna открыли оперную программу фестиваля, представив оперу Моцарта «Милосердие Тита» (режиссёр Питер Селларс)[32][33].
- 2018 — дирижёр-постановщик спектакля «Жанна на костре» Онеггера (режиссёр Ромео Кастеллуччи)[34], поставленного в копродукции Пермского театра оперы и балета, Лионской национальной оперы (Франция), театра Ла Монне/Де Мюнт (Бельгия) и Театра Базеля (Швейцария).
- июль-август 2021 — дирижёр-постановщик оперы «Дон Жуан» Моцарта на Зальцбургском фестивале (режиссёр Ромео Кастеллуччи)[35]

### Основные концертные программы
- 31 января 2005 — первый концерт созданного Курентзисом оркестра и хора musicAeterna в Новосибирске. В программе: сочинения Куперена, Чайковского, Кавальери, Айвза, Баха, Пярта, Моцарта, Перселла, Брамса[36].
- 2005—2006 — концертные исполнения опер «Дидона и Эней» Пёрселла, «Так поступают все», «Свадьба Фигаро», «Дон Жуан» Моцарта.
- 10 февраля 2011 — первый концерт Курентзиса и musicAeterna в Перми после переезда. В программе 40-я и 41-я симфонии[37].
- 2015 — выступление на двух европейских фестивалях: Klara Festival в Брюсселе и Пасхальном фестивале в Люцерне с программой Sound of Light Рамо и «Ромео и Джульетта» Прокофьева.
- 2018 — выступление с musicAeterna на BBC Proms. Исполнены Вторая и Пятая симфонии Бетховена[38].
- 2018 — исполнение с musicAeterna полного цикла симфоний Бетховена на Зальцбургском фестивале[39][40].
- 2019 — гастрольный тур по Японии (Токио, Осака) с программой из сочинений Чайковского[41]
- 2019 — Выступление в Нью-Йорке, в концертном зале The Shed[42][43].
- 2019 — подписал контракт на проведение Дягилевского фестиваля в 2020 году[44]. Услуги художественного руководителя оценили в 600 тысяч рублей[45]. Из-за пандемии коронавируса фестиваль был перенесен на ноябрь 2020 года и прошел в формате «Дягилев +»[46][47].
- 2019 — концерт с Берлинским филармоническим оркестром. Оркестр под управлением Курентзиса исполнил Реквием Верди. В концерте принял участие хор musicAeterna.
- 1 сентября 2019 — первое выступление с оркестром и хором musicAeterna в статусе независимого коллектива в Санкт-Петербурге с концертным исполнением оперы Моцарта Così fan tutte[48].
- 2020 — открывает новый сезон в Доме Радио в Санкт-Петербурге[49].

## Дискография
| Дата выхода | Формат       | Произведение                                                                                                | Лейбл                  | Награды                                                                                                 |
| ----------- | ------------ | --- | ---------------------- | --- |
| 2008        | CD           | Генри Пёрселл: опера «Дидона и Эней»                                                                        | Alpha Records          | |
| 2011        | CD           | Дмитрий Шостакович: Симфония № 14, Op. 135                                                                  | Alpha Records          | |
| 2011        | CD, LP       | Вольфганг Амадей Моцарт: Requiem                                                                            | Alpha Records          | |
| 2012        | CD           | Дмитрий Шостакович: Фортепианные концерты. Соната для скрипки и фортепиано, Оp. 134                         | Harmonia Mundi         | |
| 2014        | CD, LP       | Вольфганг Амадей Моцарт: Le nozze di Figaro                                                                 | Sony Classical Records | Echo Klassik Award                                                                                      |
| 2014        | CD, LP       | Вольфганг Амадей Моцарт: Cosi fan tutte                                                                     | Sony Classical         | |
| 2014        | CD           | Жан Филипп Рамо: The Sound of Light                                                                         | Sony Classical         | |
| 2015        | DVD, Blu-Ray | Генри Пёрселл: опера «Королева индейцев»                                                                    | Sony Classical         | ECHO Klassik award                                                                                      |
| 2015        | CD           | Игорь Стравинский: «Весна священная»                                                                        | Sony Classical         | ECHO Klassik award                                                                                      |
| 2016        | CD           | Петр Чайковский: Концерт для скрипки с оркестром Игорь Стравинский: «Свадебка»                              | Sony Classical         | |
| 2016        | CD, LP       | Вольфганг Амадей Моцарт: Don Giovanni                                                                       | Sony Classical         | ECHO Klassik award Edison Klassiek Award Japanese Record Academy Award BBC Music Magazine’s Opera Award |
| 2017        | CD, LP       | Петр Чайковский: Симфония № 6 «Патетическая»                                                                | Sony Classical         | Edison Klassiek Award Japanese Record Academy Award                                                     |
| 2018        | CD, LP       | Густав Малер: Симфония № 6                                                                                  | Sony Classical         | Edison Klassiek Award Japanese Record Academy Award                                                     |
| 2020        | CD, LP       | Людвиг ван Бетховен: Симфония № 5                                                                           | Sony Classical         | |
| 2020        | digital      | Джузеппе Верди: «Травиата». Фрагменты: прелюдия к третьему акту, ария «Addio del passato bei sogni ridenti» | Sony Classical         | |

## Награды и премии

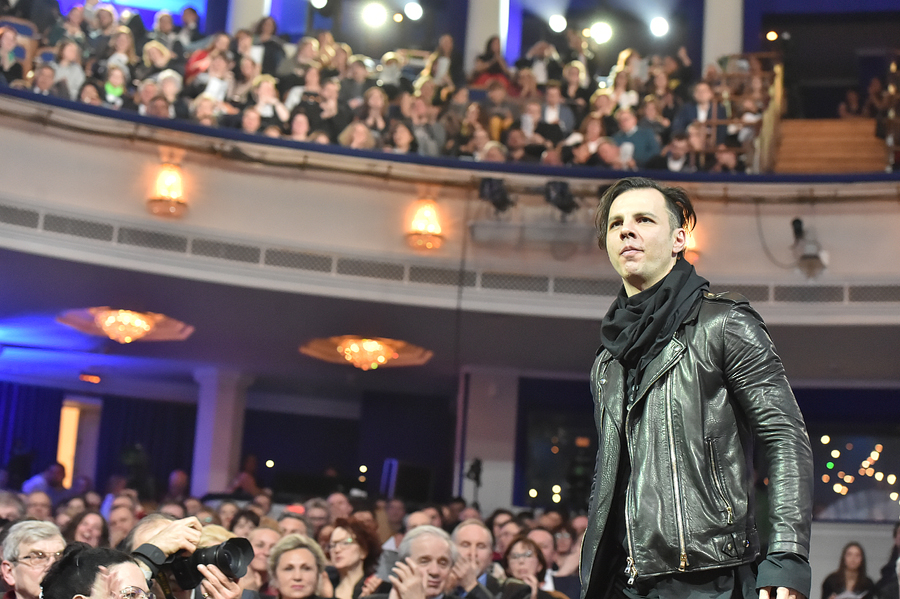
Курентзис на вручении премии «Золотая маска». 2017

- Командор ордена Феникса (2018, Греция)[50].
- Орден Дружбы (29 октября 2008 года, Россия) — «За большой вклад в сохранение, развитие и популяризацию русской культуры за рубежом»[51].
- Грамота Министерства культуры Российской Федерации (2010)[52].
- Лауреат премии «Золотая маска»[53]:
  - 2007 — Специальная премия жюри музыкального театра: балет «Золушка», Новосибирский театр оперы и балета
  - 2008 — Специальная премия жюри музыкального театра: опера «Свадьба Фигаро», Новосибирский театр оперы и балета
  - 2011 — Лучшая работа дирижёра в опере: опера «Воццек», Большой театр
  - 2013 — Лучшая работа дирижёра в балете: балет «В сторону Дягилева», Пермский театр оперы и балета имени П. И. Чайковского
  - 2013 — Лучшая работа дирижёра в опере: опера «Cosi fan tutte», Пермский театр оперы и балета имени П. И. Чайковского
  - 2015 — Лучшая работа дирижёра в опере: опера «Королева индейцев», Пермский театр оперы и балета имени П. И. Чайковского[54]
  - 2017 — Лучшая работа дирижёра в опере: опера «Травиата», Пермский театр оперы и балета имени П. И. Чайковского
  - 2018 — Специальная премия жюри музыкального театра: спектакль «Cantos», Пермский театр оперы и балета имени П. И. Чайковского
  - 2018 — Лучшая работа дирижёра в балете: балет «Золушка», Пермский театр оперы и балета имени П. И. Чайковского
  - 2023 — Специальная премия жюри музыкального театра:
    - Спектакль «De temporum fine comoedia», Дягилевский фестиваль, Пермь, и Дом Радио, Санкт-Петербург
- «Строгановская премия» (2013) — «За высокие достижения в области культуры и искусства»
- KAIROS-Preis: (2016)[55]
- Премия Бременского фестиваля[нем.] (2019)

Оркестр и хор musicAeterna неоднократно были номинированы на международную премию Opera Awards, в 2018 году хор musicAeterna стал лауреатом премии.

## Кино
- 2013 — участвует в съёмках документального фильма «Conduction» режиссёра Алексея Логинова.
- 2018 — участвует в съёмках документального фильма «Die Sprache unserer Träume — der Dirigent Teodor Currentzis» («Язык нашей мечты — дирижёр Теодор Курентзис») режиссёра Андреаса Аммера.
- 2018 — участвует в съемках документального фильма «Здесь пахнет ладаном», снятого командой проекта «Ещёнепознер» во время Дягилевского фестиваля.
- 2019 — исполняет роль Льва Ландау в биографической драме Ильи Хржановского «Дау»[57].
- 2020 — вместе с Сергеем Нурмамедом снимает фильм «План Б» — о работе музыкантов musicAeterna перед началом карантина в период пандемии коронавируса COVID-19.

## Гражданская позиция
Ещё будучи в Новосибирске, подал заявку на получение российского гражданства, которая была удовлетворена весной 2014 года.
В начале апреля 2015 года опубликовал открытое письмо, в котором выразил беспокойство по поводу решения министерства культуры о снятии с должности директора НГАТОиБ Бориса Мездрича:
«Сложно представить, что есть люди, которые настолько устали от свободной России, что скучают по стукачеству и репрессиям советского прошлого… Выходит, страшные уроки истории нас ничему не научили… Не значит ли это, что наступают времена, когда свободно творить мы сможем только за пределами нашей страны? Ну а здесь будут играться только правительственные концерты и музыка, которую заказывает начальник в соответствии со своими вкусами?»
В августе 2017 года поддержал Кирилла Серебренникова, обвинённого в хищениях:
«Интеллигентного человека, не оказывающего сопротивления, хватают и уводят в тюрьму люди в масках, как преступника. Такое грубое обращение и предвзятое отношение к художнику недопустимо. Это дискредитирует саму систему правосудия в нашей стране. Если так будет продолжаться, режиссеры будут бояться делать свою работу, которая требует свободы высказывания и поиска нового языка. А если государственная система лишится доверия, мы пропали».
В июне 2018 года в программе Владимира Познера так прокомментировал свои заявления:
«Я не писал их [письма], чтобы оказать влияние на министерство культуры. Я писал их ради человеческой поддержки тем людям, которым она была необходима. Я не занимаюсь политикой, мне она не интересна. Последние три тысячи лет ничего не изменилось в политическом мире. И я не испытываю надежды. Проблема в человеке».
В этом же интервью Фёдор Курентзис рассказал почему он выбрал Россию в качестве своего дома:

« этом же интервью Теодор Курентзис рассказал почему он выбрал Россию в качестве своего дома:
«Я люблю Россию, людей. Мне здесь лучше, чем в Германии. То, что говорят про русскую душу, не сказки. Мы много ночей с друзьями на кухне решали мировые проблемы. Это очень утопическая страна».